# Mawu
Mawu é o Ser Supremo dos povos Eués-Fons, que criou a terra e os seres vivos e engendrou os voduns, divindades que a (Mawu é do gênero feminino) secundariam no comando do Universo. Ela é associada a Lissá, que é masculino, e também corresponsável pela Criação, e os voduns são filhos e descendentes de ambos. A divindade dupla Mawu-Lissá é intitulada Dadá Sebô (Grande Pai Espírito Vital), Sé-medô (Princípio da Existência) e Bé-dotó (Criador da Vida). Mawu representa o Leste, a noite, a Lua, a terra e o subterrâneo.
- Em seu primeiro parto, Dadá Sebô gerou os gêmeos Sapatá: Da Zodji e Nyohwe Ananu. Depois gerou Quevioço, que era macho e fêmea ao mesmo tempo, como seu progenitor. No seu terceiro parto Dadá Sebô gerou o casal de gêmeos Aguê e Naeté. Na sua quarta concepção veio Agué e na quinta veio Gu, que eram machos. Na sexta veio simplesmente Djó, a atmosfera, que não tinha gênero definido e em sétimo veio seu caçula Lebá.

Depois de criar Aicumbã, o Mundo, Mawu, deu seu domínio aos gêmeos Sapatá. Sô, por ser muito parecido com seu genitor, permaneceu no Céu, governando os elementos e o clima. A Aguê e Naeté foi concedido o domínio de Hu, o mar, que refresca a terra. Agué foi encarregado das plantas e dos animais que habitam a terra e a Gu, que tinha o corpo feito de pedra e uma lâmina no lugar da cabeça, foi concedida a habilidade de auxiliar os homens a dominar o mundo criado e garantir seu sucesso e felicidade em suas cidades, artefatos e tecnologias. Djó foi responsável por separar o Céu da Terra e dar trajes de invisibilidade a seus irmãos. O caçula mimado Lebá permaneceu junto de Mawu, acocorado a seus pés. A cada vodum filho seu, Mawu ensinou uma língua diferente, que deveria ser usada em seus próprios domínios e Djó ficou encarregado de ensinar a linguagem dos homens, mas todos se esqueceram como falar a linguagem de Mawu, com exceção de Lebá, que nunca se separou de seu genitor. Assim, todos os voduns e toda a humanidade teria que recorrer a Lebá para se comunicar com Mawu. Lebá passou assim, a estar em toda parte, para levar e trazer mensagens dos seres criados ao seu Criador. 
Dan Ayìdo Hwedo, que havia auxiliado Mawu na criação no Mundo, não suportava o calor do sol e foi concedido que ele fosse morar no mar para se refrescar, circundando a terra, enquanto era alimentado com barras de ferro por macacos vermelhos enviados por Mawu, para evitar que mordesse a própria cauda e destruísse toda a Criação.
Na iconografia, Mawu é representada como uma anciã, trajada apenas de um pano cingindo-lhe a cintura, caminhando apoiada num cajado na mão direita e levando um bastão encimado por uma lua crescente com as pontas para cima, na mão esquerda.
- O nome de Mawu foi utilizado para denominar o Deus Único dos judeus, cristãos e muçulmanos nas línguas euê-fons, mas dentro de culto dos voduns, Mawu possui seus próprios conventos pelo sul do Benim e do Togo, com culto organizado, sacerdotes, iniciados, etc., como qualquer outro vodum. Lissá está também ali presente, assim como o "problemático" Aguê. Os mawunon (sacerdotes de Mawu), apesar da aparente importância da divindade que cultuam, não têm nenhuma ascendência especial sobre os sacerdotes de outros voduns. Suas cores emblemáticas são o branco, o azul e o vermelho.